# Nama linearis
Nama linearis är en strävbladig växtart som beskrevs av D.L. Nash. Nama linearis ingår i släktet Nama och familjen strävbladiga växter. Inga underarter finns listade i Catalogue of Life.